# 短嘴鸟属
短嘴鸟属（学名：Brevirostruavis）是反鳥類已滅絕的一屬，生活在早白堊世的中國遼寧省。

## 下属物种
本属包括以下物种：
- 長舌短嘴鳥 Brevirostruavis macrohyoideus Li, Wang, Stidham, Zhou & Clarke, 2021[2]